# Провозглашение независимости Финляндии
Провозглашение независимости Финляндии (фин. Suomen itsenäistyminen, швед. Finlands självständighet) — утверждение финским парламентом (Эдускунта) 6 декабря 1917 года обращения сената Финляндии «К народу Финляндии» (фин. "Suomen kansalle" — на фото) от 4 декабря 1917 года, в котором были продекларированы намерения по изменению государственного строя Финляндии (на тот момент Великого княжества Финляндского) и объявлено о представлении парламенту проекта новой конституции («руководящий принцип» которой «состоит в том, что Финляндия будет суверенной республикой»), а также содержалось обращение «к властям иностранных государств» (в частности, к Учредительному собранию России) с просьбой о признании политической независимости и суверенитета («полной независимости и свободы») «народа Финляндии».
Позднее указанное обращение было названо «Декларацией независимости Финляндии» (фин. Suomen itsenäisyysjulistus, швед. Finlands självständighetsförklaring).
Этот день, 6 декабря, является национальным праздником — Днём независимости Финляндии.

## История

### Предпосылки
Февральская революция 1917 года в Российской империи с новой силой разожгла в Великом княжестве Финляндском огонь надежды на независимость, ввиду того, что после вынужденного отречения от престола 2 (15) марта 1917 императора Николая II, носившего также титул Великий князь Финляндский, в пользу своего брата Михаила Александровича и непринятия последним престола, претендентов как на российский, так и на финляндский престол не было.
Кроме того, в марте, в Петрограде было сформировано Временное правительство России князя Георгия Львова которое 7 (20) марта 1917 года издало специальный манифест о Финляндии, как прежде это делал российский император. Манифестом объявлялось восстановление в полном объёме действия так называемой конституции Финляндии (Закон о форме правления Швеции 1772 года и Закон о союзе и защите 1789 г.), ограниченной до этого целым рядом манифестов и постановлений Российской империи. Этим актом Временное правительство России «торжественно подтверждало» «Финляндскому народу, на основе его конституции, незыблемое сохранение его внутренней самостоятельности, прав его национальной культуры и языков». В Финляндии с уважением отнеслись к манифесту, как и раньше к царским указам.
13 (26) марта 1917 на смену русифицированному сенату Боровитинова был образован новый — финский коалиционный сенат Токоя. В него вошли представители Социал-демократической партии Финляндии и блока буржуазных партий (Финская партия, Младофинская партия, Земельный союз (крестьянский союз, аграрная лига), Шведская народная партия). По отношении к России сенаторы делились на два направления — соглашательское и конституционное. Заместителем председателя стал социал-демократ, глава профсоюзов Оскари Токой. Председателем финского сената по-прежнему являлся русский генерал-губернатор Финляндии. Временное правительство 31 марта назначило на эту должность Михаила Стаховича.
Временное правительство России утвердило сенат Токоя, начавший деятельность, как лояльный представитель российского Временного правительства. Легитимность сената Финляндии исходила из легитимности российского Временного правительства. Участие социалистов в финском сенате было необходимо для предотвращения возможных беспорядков рабочих, хотя и затрудняло сотрудничество с Временным правительством России, где преобладали представители Конституционно-демократической партии — кадеты. При этом, политика партий, вошедших в финский сенат, совпадала с политикой национальной самостоятельности и парламентаризма. Революция в Финляндии протекала в основном в стенах сената, нося конституционный характер.
Сенат Токоя внёс во Временное правительство России законопроект «О передаче решения некоторых дел сенату и генерал-губернатору». Расширение автономии намечалось путём раздела власти Великого князя Финляндского: сенату Финляндии — решение финляндских дел, кроме общероссийских, и касающихся русских граждан и учреждений; остальное, включая созыв и роспуск парламента — Временному правительству России. Законопроект соответствовал Акту от 7(20) марта и юридически был неуязвим, но российское Временное правительство первого состава его отвергло. Ответной реакцией стало усиление финляндского сепаратизма.
В апреле в Петрограде разразился первый правительственный кризис, в июне произошёл второй, в июле — третий. 8 (21) июля 1917 Георгия Львова на посту министра-председателя сменил А. Ф. Керенский, который также сохранил пост военного и морского министра. В разгар июльского кризиса парламент Финляндии провозгласил независимость Великого княжества Финляндского от России (официально — Российской империи) во внутренних делах и ограничил компетенцию Временного правительства России вопросами военной и внешней политики. 5 (18) июля 1917, когда не ясен был исход восстания большевиков в Петрограде, парламент Финляндии одобрил социал-демократический проект о передаче себе верховной власти. Однако этот закон о восстановлении автономных прав Финляндии был отклонён Временным правительством России, парламент Финляндии распущен, а его здание заняли российские войска.
1 (14) сентября 1917 года Временное правительство России приняло постановление, в соответствии с которым на территории бывшей Российской империи была провозглашена буржуазно-демократическая Российская республика и был окончательно ликвидирован монархический способ правления в России (до созыва Учредительного собрания). Основным законом Финляндии, определяющим верховную власть, оставался закон от 1772 года, наоборот, утверждавший абсолютизм. Этот же закон в § 38 предусматривал в случае отсутствия претендента на трон избрание новой высшей власти («новой династии») палатой представителей, что впоследствии и было использовано.
Несмотря на это, Временное правительство России продолжало рассматривать Финляндию как часть России, и 4 (17) сентября 1917 им был назначен новый генерал-губернатор Финляндии — Николай Виссарионович Некрасов. А 8 сентября был сформирован последний финский сенат, имевший над собой русский контроль — Сенат Сетяля.

### Провозглашение независимости
2 (15) ноября 1917 года парламент (Риксдаг) Финляндии взял на себя высшую власть в стране и 27 ноября сформировал новый состав правительства — Сената Финляндии под руководством Пера Эвинда Свинхувуда (см. сенат Свинхувуда), которое уполномочило своего председателя представить в выборную Палату представителей (Риксдаг — парламент Финляндии, или «сейм», как называли его в Российской империи) проект новой конституции Финляндии.
Передавая 4 декабря 1917 проект новой конституции на рассмотрение Риксдагу Финляндии, председатель Сената Пер Эвинд Свинхувуд огласил заявление сената «К народу Финляндии», в котором было объявлено о намерении изменения государственного строя Финляндии (о принятии республиканского способа правления), о представлении в парламент проекта новой конституции Финляндии, а также содержалось обращение «к властям иностранных государств» (в частности к Учредительному собранию России) с просьбой о признании политической независимости и суверенитета народа Финляндии (которое позднее было названо «Декларацией независимости Финляндии»). Одновременно сенат представил в парламент «ряд других законопроектов, призванных облегчить осуществление наиболее неотложных мер по реформированию государства до того, как новая конституция вступит в действие».
6 декабря 1917 указанное заявление (декларацию) одобрил Риксдаг Финляндии: 100 депутатов проголосовало «за», 88 — «против», 12 воздержались. Этот день впоследствии стал национальным праздником Финляндии — Днём Независимости.

## Международная реакция
После принятия декларации руководство Финляндии должно было в соответствии с существовавшим тогда международным порядком срочно начать обсуждать вопрос о независимости с правительством России. США и страны Европы не были готовы признать Финляндию до того, как это сделает Россия. До Рождества сенат Свинхувуда надеялся на то, что он мог бы обратиться за признанием независимости к Учредительному собранию, однако после Рождества по рекомендации скандинавских стран стал искать признания у Совета народных комиссаров, поскольку лишь большевики на тот момент обладали возможностями для заключения договоров. 27 декабря представители Финляндии обратились по этому вопросу в Смольный, откуда было получено согласие на признание независимости. 30 декабря в Петроград прибыла делегация во главе со Свинхувудом для вручения соответствующего ходатайства. 18 (31) декабря 1917 вскоре после заявления Свинхувуда о независимости, первыми признанием государственной независимости Финляндской Республики за её пределами стал Совет народных комиссаров (правительством) Российской Советской Республики, возглавляемым тогда В. И. Лениным.
Состав и порядок подписей под документом различен в подлинниках документа России и Финляндии, его дубликата и текста для печати. Различные версии документа подписали члены СНК: В.Ленин, Л. Троцкий, И.Штейнберг, В.Карелин, И.Сталин, Г.Петровский, А.Шлихтер. Также присутствуют подписи управляющего делами СНК В.Бонч-Бруевича и секретаря СНК Н. Горбунова.
После заседания Совнаркома Свинхувуд получил письменное признание независимости в собственные руки, а Ленин лично отнёс текст декрета в редакцию газеты «Известия». Для членов финской делегации оперативность принятия Совнаркомом решения была неожиданностью.
22 декабря 1917 (4 января 1918) произошла официальная ратификация постановления Совета Народных Комиссаров Всероссийским Центральным Исполнительным Комитетом Советов рабочих и солдатских депутатов (высшим законодательным, распорядительным и контролирующим органом государственной власти Российской Советской Республики).
В течение первой недели 1918 года независимую Финляндию признали восемь стран: 4 января — Россия, Франция и Швеция, 5 января — Греция, 6 января — Германия, 10 января — Норвегия и Дания, 11 января — Швейцария. Информация об этом приходила в Хельсинки с задержкой, например, о решении Франции стало известно 6 января.
Союзнические обязательства некоторых стран-членов Антанты и Первая мировая война задержали признание независимости. Великобритания и США предпочли следить за развитием отношений между Финляндией и их противником, — Германией, — а также, за положением в России. Поначалу ожидалось решение российского учредительного собрания, но признание от Великобритании и США пришло только после первых полноценных выборов в Эдускунту в 1919 году.

### Признание независимости по странам
| Российская Советская республика | 4 января 1918   |
| Третья Французская Республика   | 4 января 1918   |
| Швеция                          | 4 января 1918   |
| Германская империя              | 4 января 1918   |
| Королевство Греция              | 5 января 1918   |
| Норвегия                        | 10 января 1918  |
| Дания                           | 10 января 1918  |
| Швейцария                       | 11 января 1918  |
| Австро-Венгрия                  | 13 января 1918  |
| Нидерланды                      | 28 января 1918  |
| Испания                         | 21 февраля 1918 |
| Османская империя               | 21 февраля 1918 |
| Третье Болгарское царство       | 27 февраля 1918 |
| Аргентина                       | 11 мая 1918     |
| Высочайшее государство Иран     | 23 июня 1918    |
| Таиланд                         | 9 октября 1918  |
| Польская Республика             | 8 марта 1919    |
| Британская Империя              | 6 мая 1919      |
| США                             | 7 мая 1919      |
| Японская Империя                | 23 мая 1919     |
| Бельгия                         | 10 июня 1919    |
| Чили                            | 17 июня 1919    |
| Перу                            | 23 июня 1919    |
| Королевство Италия              | 27 июня 1919    |
| Уругвай                         | 18 августа 1919 |
| Лихтенштейн                     | 27 октября 1919 |
| Первая Португальская республика | 19 декабря 1919 |
| Первая бразильская республика   | 26 декабря 1919 |
| Колумбия                        | 31 декабря 1919 |
| Королевство Румыния             | 8 апреля 1920   |
| Венесуэла                       | 18 апреля 1920  |
| Панама                          | 17 мая 1920     |
| Эквадор                         | 25 июня 1920    |
| Королевство Венгрия             | 23 августа 1920 |
| Парагвай                        | 3 июня 1921     |
| Люксембург                      | 25 октября 1921 |
| Королевство Югославия           | 27 июня 1922    |
| Эмират Афганистан               | 17 июля 1928    |
| Албанское королевство           | 1 декабря 1928  |